# エディンバラ・トラム
エディンバラ・トラム（英語: Edinburgh Trams）は、スコットランドのエディンバラにある路面電車である。

## 概要
当初の開業予定は2011年7月だったが2014年5月31日に開通した。エディンバラ市内中心部のヨークパレスとエディンバラ空港間を繋ぐ。以前は空港への交通手段はバスのみだった。総延長14km、16の駅で構成される。車両はスペインのCAF社製のUrbosを採用。市内バスとトラムの両方に乗れる一日乗車券もある。

## 停留所一覧
| 停留所名                               | 乗換駅                         | 周辺施設                       |
| -------------------------------------- | ------------------------------ | ------------------------------ |
| ヨーク・プレイス                       |                                |                                |
| セント・アンドリュー・スクエア         | エディンバラ・ウェイヴァリー駅 | スコットランド国立肖像画美術館 |
| プリンセス・ストリート                 |                                | スコットランド国立美術館       |
| ウェスト・エンド                       |                                |                                |
| ヘイマーケット                         | ヘイマーケット駅               |                                |
| マレーフィールド・スタジアム           |                                | マレーフィールド・スタジアム   |
| バルグリーン                           |                                |                                |
| ソートン                               |                                |                                |
| バンクヘッド                           |                                |                                |
| エディンバラ・パーク・ステーション     | エディンバラ・パーク駅         |                                |
| エディンバラ・パーク・セントラル       |                                |                                |
| ガイル・センター                       |                                |                                |
| エディンバラ・ゲートウェイ             | エディンバラ・ゲートウェイ駅   |                                |
| ゴガーバーン                           |                                |                                |
| イングリストン・パーク・アンド・ライド |                                |                                |
| エディンバラ・エアポート               |                                | エディンバラ空港               |

## 事故
2014年8月29日7時45分頃に、253号車がバスと衝突する事故が発生した。